# Гермафродит, що спить
48°51′37″ пн. ш. 2°20′15″ сх. д. / 48.860339° пн. ш. 2.337599° сх. д.
Гермафроди́т, що спить — римська копія давньогрецької скульптури ІІ століття до нашої ери. Вона згадується в «Природній історії» Плінія Старшого. Ця скульптура має безліч стародавніх реплік, найвідоміші з них зберігаються в Уффіці у Флоренції, Національному музеї Риму, галереї Боргезе, у паризькому Луврі. В епоху Відродження на тлі інтересу до античної культури також зроблено багато копій.

## Короткий опис
Скульптура зображує персонажа давньогрецької міфології Гермафродіта, тіло якого поєднує жіночі (груди та стегна) та чоловічі (геніталії) риси. Лежача фігура наполовину повернена на бік, голова лежить на схрещених руках. Імовірно, скульптура поєднує образи Афродіти та фемінізованого Діоніса. Скульптура передбачає круговий обхід. Спочатку, з одного боку, глядач бачить оголену жіночу фігуру, зображену в розслабленій позі, за традицією еллінізму. Потім, з другого боку, несподівано можна побачити натуралістично виконані чоловічі геніталії. Такий задум скульптора відображає античний міф і платонічну філософію, а в цьому випадку провокує еротичне сприйняття.
Римська копія скульптури була виявлена в Римі в 1608 році на території монастиря при церкві Санта-Марія-делла-Вітторія поряд з термами Діоклетіана і садами Саллюстія. Вона стала частиною відомої колекції кардинала Шипіоне Боргезе та отримала назву «Гермафродіт Боргезе». У 1620 році Джованні Лоренцо Берніні створив ложе для скульптури. У 1807 році Наполеон I купив у свого швагра принца Камілло Боргезе значну частину колекції Боргезе для експозиції Лувру, де «Гермафродит, що спить» зберігається й досі (зала 348).
За припущеннями мистецтвознавців, «Гермафродит, що спить» став прототипом для картини «Венера з дзеркалом» іспанського художника Дієго Веласкеса.

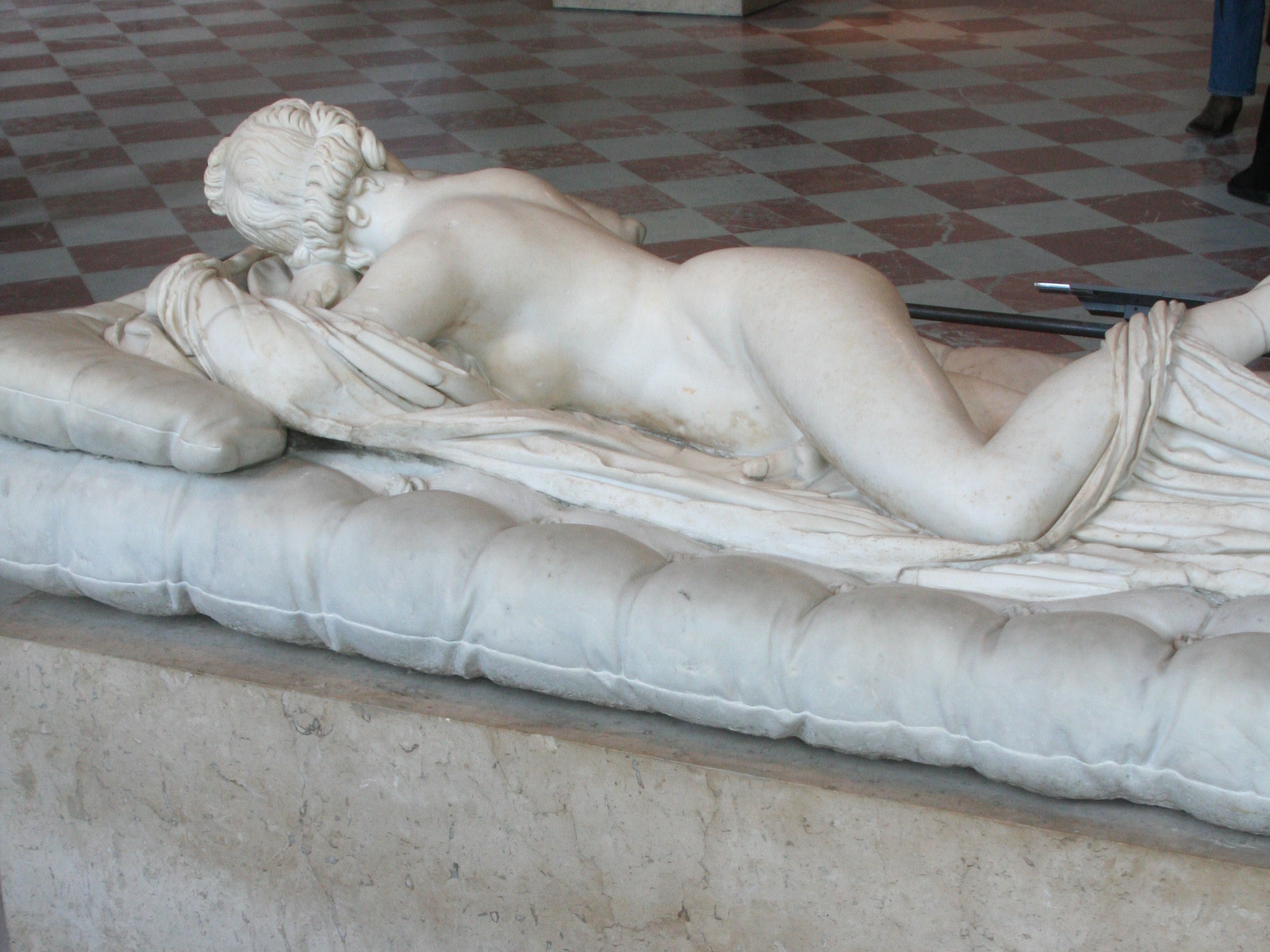
Вигляд спереду
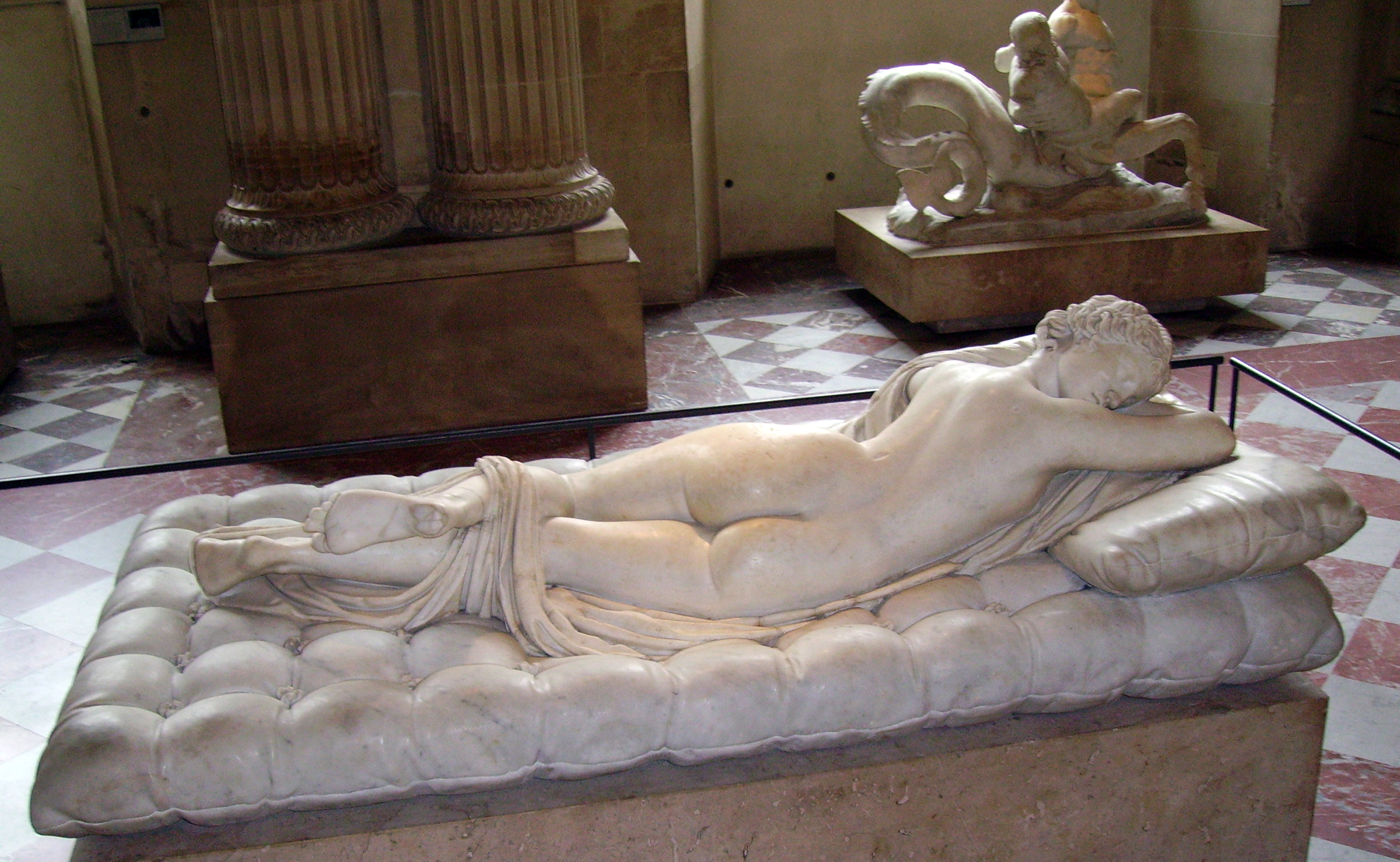
Вигляд збоку
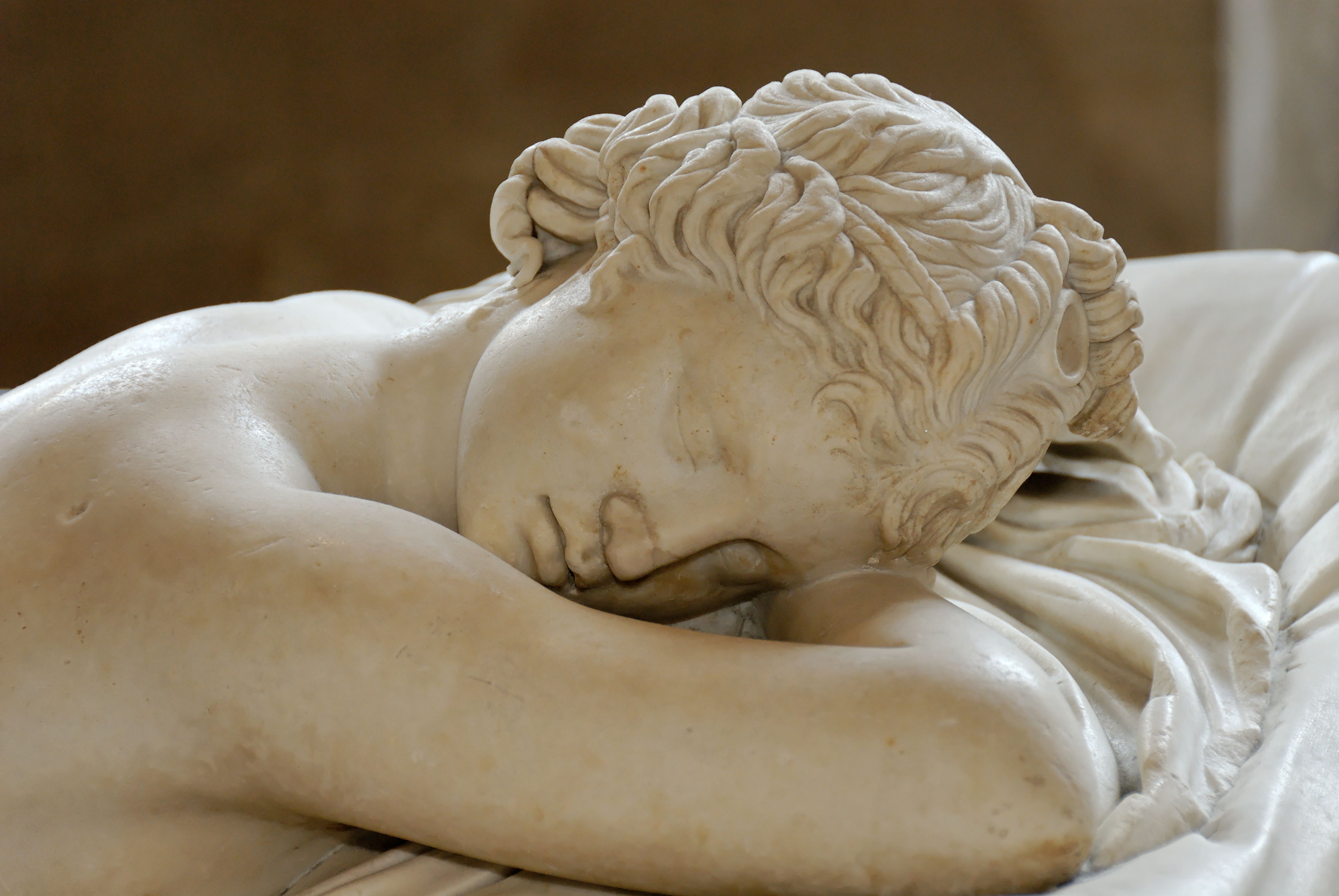
Деталь
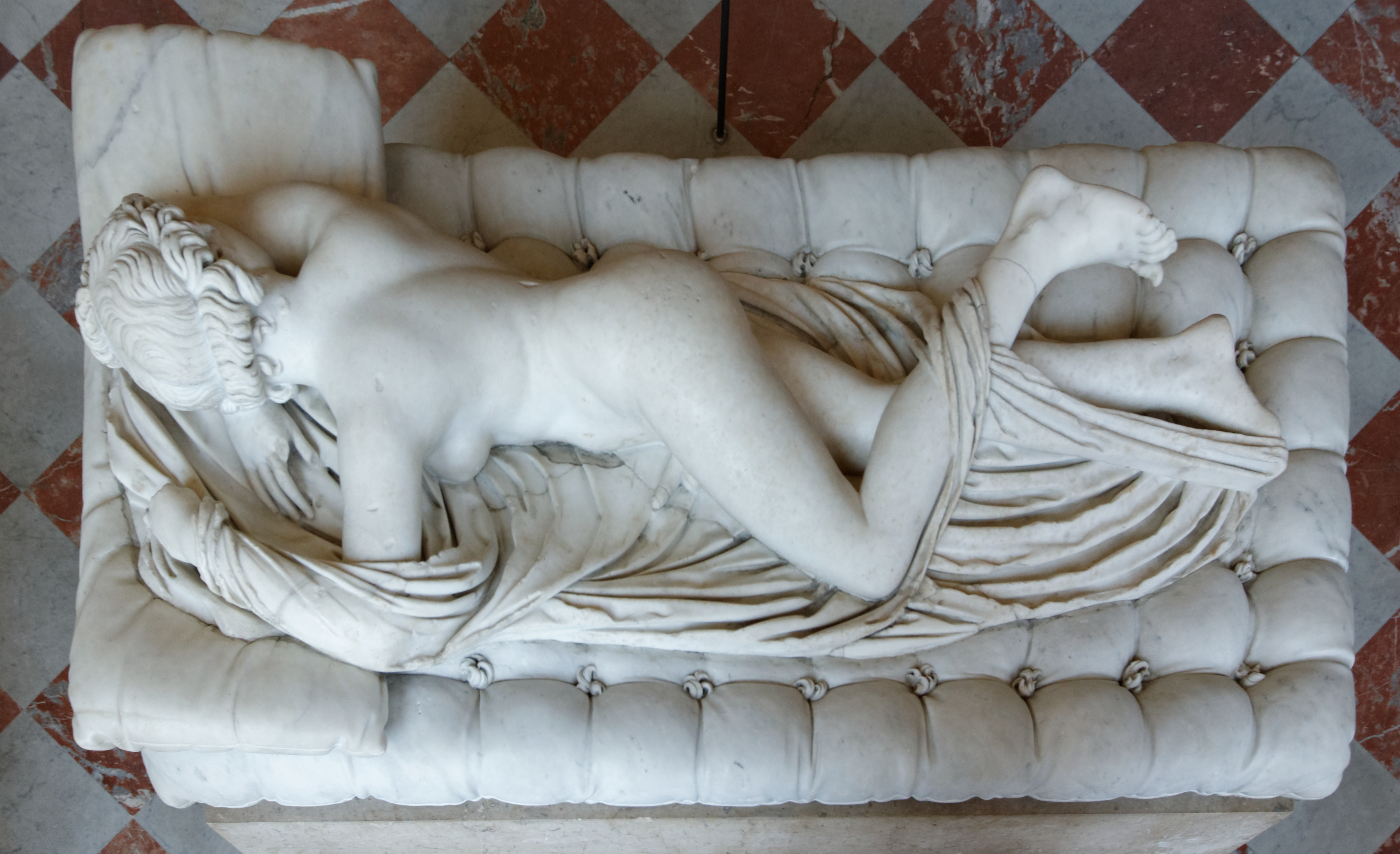
Вигляд згори